# Arrondissement de Glatz
L'arrondissement de Glatz prussien en Silésie a existé sous différentes formes de 1742 à 1945. Son chef-lieu était la ville de Glatz. L'ancien district fait aujourd'hui partie du powiat de Kłodzko dans la voïvodie polonaise de Basse-Silésie.

## Histoire

### Royaume de Prusse
Après la conquête de la majeure partie de la Silésie par la Prusse en 1741, les structures administratives prussiennes furent introduites en Basse-Silésie par l'ordre du cabinet royal du 25 novembre 1741. Il s'agit notamment de la création de deux chambre de guerre et de domaine (de) à Breslau et à Glogau, ainsi que de leur division en arrondissements et de la mise en place d'administrateurs (de) au 1er janvier 1742.
Le comté de Glatz donne naissance à l'arrondissement de Glatz, dont le premier Landrat est Ernst Anton von Pannwitz. Au XVIIIe siècle, l'arrondissement de Glatz était le plus grand arrondissement de Silésie, tant par sa superficie que par sa population, et était divisé en six districts : Glatz, Habelschwerdt, Landeck, Lewin, Neurode et Wünschelburg. Il faisait partie de la Chambre de guerre et de domaine (de) de Wroclaw, jusqu'à ce qu'il soit rattaché au district de Reichenbach de la province de Silésie dans le cadre des réformes Stein-Hardenberg en 1815.
Le 1er janvier 1818, le nouvel arrondissement de Habelschwerdt fut formé à partir des deux arrondissements d'Habelschwerdt et de Glatz,. Après la dissolution du district de Reichenbach, les arrondissements de Glatz et d'Habelschwerdt sont rattachés au district de Breslau le 1er mai 1820.
Le 2 août 1855, les districts de Neurode et de Wünschelburg de l'arrondissement de Glatz forment le nouvel arrondissement de Neurode, dont le siège est la ville de Neurode,.

### Empire allemand
Après la guerre austro-prussienne, la Confédération allemande est dissoute sous la pression de Bismarck. À partir du 1er juillet 1867, la Prusse est la puissance dominante de la Confédération de l'Allemagne du Nord nouvellement créée, qui devient l'Empire allemand le 1er janvier 1871.
Le 8 novembre 1919, la province de Silésie est divisée en deux. La nouvelle province de Basse-Silésie est formée à partir des districts de Breslau et de Liegnitz. Le 30 septembre 1928, presque tous les districts de domaine de Glatz, jusqu'alors indépendants, sont dissous et attribués à des communes rurales voisines, comme dans le reste de la Prusse. Le 1er octobre 1932, l'arrondissement de Neurode est à nouveau dissous et fusionné avec l'arrondissement de Glatz. En même temps, les communes rurales de Neu Wilmsdorf (pl) des arrondissements de Habelschwerdt et de Wiltsch du district de Frankenstein sont transférées dans l'arrondissement de Glatz.
Le 1er avril 1938, les provinces prussiennes de Basse-Silésie et de Haute-Silésie sont à nouveau réunies pour former la province de Silésie, mais cette fusion est annulée le 18 janvier 1941.
Au printemps 1945, l'arrondissement est occupé par l'Armée rouge. En été 1945, il est placé sous administration polonaise par les forces d'occupation soviétiques, conformément aux accords de Potsdam. L'arrondissement commence alors à accueillir des civils polonais, principalement en provenance des régions situées à l'est de la ligne Curzon et tombées aux mains de l'Union soviétique dans le cadre du « déplacement de la Pologne vers l'ouest ». Par la suite, la population allemande en est en grande partie expulsée.

## Démographie
| Année | Population | Références |
| ----- | ---------- | ---------- |
| 1803  | 101 919    | [ 8 ]      |
|       |            |            |
| 1819  | 61 433     | [ 9 ]      |
| 1846  | 91 066     | [ 10 ]     |
|       |            |            |
| 1871  | 60 407     | [ 11 ]     |
| 1885  | 64 442     | [ 12 ]     |
| 1900  | 60 819     | [ 13 ]     |
| 1910  | 64 852     | [ 13 ]     |
| 1925  | 66 905     | [ 14 ]     |
|       |            |            |
| 1939  | 123 130    | [ 14 ]     |

## Administrateurs
| - 1742–175900Ernst Anton Erdmann von Pannwitz (de) - 1760–176900Adam Friedrich von Pfeil (de) - 1770–177700Carl Wenzel von Prittwitz und Gaffron (de) - 1777–178400George Benjamin von Arnold (de) - 1785–180600Heinrich Alexander von Reibnitz (de) - 1806–180900Johann von Frobel - 1809–181100Adolph von Götze - 1811–181200Ignatz von Pannwitz - 1812–181400Franz Carl von Fernemont (intérim) - 0000–181900Friedrich Andreas von Falkenhausen (1781–1840) - 1819–182400Felix Anton Pilati von Thassul zu Daxberg († 1834) - 1824–183900Ernst von Köller (1793–1870) | - 1839–185500Constantin von Zedlitz-Neukirch (de) (1813–1889) - 1855–185700Joseph von Humbracht (intérim) - 1857–189200Carl von Seherr-Thoß (de) (1829–1892) - 1892–190000Arthur Bartels (de) (1856–1937) - 1901–191300Georg von Steinmann (de) (1866–1938) - 1913–191600Rudolf von Zastrow (1873–1916) - 1916–191900Constantin von Jerin (de) (1876–1936) - 1920–193300Franz Peucker (de) (1881–1936) - 1933–193400Artur Joachim (en remplacement) - 1934–193700Georg Horstmann (de) (1894–1940) - 1937–194500Heinrich Klosterkemper (de) (1902–1976) |

## Constitution communale
Depuis le XIXe siècle, l'arrondissement de Glatz est divisé en villes, communes rurales et districts de domaine. Avec l'introduction de la loi constitutionnelle prussienne sur les communes du 15 décembre 1933, il existe à partir du 1er janvier 1934 une constitution communale uniforme pour toutes les communes prussiennes. Avec l'introduction du code communal allemand du 30 janvier 1935, le Führerprinzip fut imposé au niveau communal à partir du 1er avril 1935. Une nouvelle constitution de district n'a plus été créée ; le règlement de district pour les provinces de Prusse orientale et occidentale, de Brandebourg, de Poméranie, de Silésie et de Saxe du 19 mars 1881 est toujours en vigueur.

## Communes
L'arrondissement de Glatz comprenait en dernier lieu cinq villes et 96 communes rurales :
| - Albendorf - Altbatzdorf - Altwilmsdorf - Bad Altheide - Bad Kudowa - Bad Reinerz - Beutengrund - Biebersdorf (pl) - Biehals - Birgwitz - Birkhagen (pl) - Dörnikau - Droschkau - Dürrkunzendorf - Ebersdorf b. Neurode - Eckersdorf - Eisersdorf - Falkenberg - Falkenhain (pl) - Friedersdorf - Friedrichsgrund (pl) - Friedrichswartha - Gabersdorf - Gellenau - Glatz - Goldbach | - Grenzeck (pl) - Großgeorgsdorf - Grunwald - Hallgrund - Hausdorf - Hollenau - Hummelstadt, Stadt - Järker - Jauernig - Kaltenbrunn - Kaltwasser - Kamnitz - Karlsberg - Kartau - Keilendorf - Kleingeorgsdorf - Königshain - Königswalde - Krainsdorf - Kreuzdorf - Kunzendorf (pl) - Kuttel - Ludwigsdorf - Markrode - Märzdorf - Mittelsteine | - Möhlten - Mügwitz - Mühldorf - Neißenfels - Neißgrund - Neißtal - Neu Wilmsdorf (pl) - Neudeck - Neudorf - Neurode, Stadt - Niederhannsdorf - Niederrathen - Niederschwedeldorf - Niedersteine - Oberhannsdorf - Oberrathen - Oberschwedeldorf - Obersteine - Passendorf - Rauschwitz - Reichenau - Reichenforst - Rengersdorf - Roms - Roschwitz - Rothwaltersdorf | - Rückers - Sackisch - Schlegel (pl) - Schloßhübel - Schlaney (pl) - Schwenz - Seifersdorf - Steinwitz - Stolzenau - Straußdörfel (pl) - Talheim (Niederschles.) - Tanz - Tassau - Tuntschendorf - Ullersdorf - Vierhöfe - Volpersdorf - Walditz - Wallisfurth - Wiesau - Wiltsch - Wünschelburg - Zaughals |

Le district comprenait également le domaine forestier inhabité de Reinerz. Jusqu'en 1937, les communes suivantes ont été incorporées dans le district :
| - Agnesfeld, le 1er avril 1929 à Stolzenau - Buchau, le 15 mars 1936 à Neurode - Grenzendorf, le 1er mai 1928 à Bad Reinerz - Hartau (pl), le 1er avril 1937 à Bad Reinerz - Hassitz, le 1er avril 1928 à Glatz - Hermsdorf, le 1er avril 1937 à Bad Reinerz - Hinterkohlau, le 10 juin 1927 à Bad Reinerz - Kessel, le 1er avril 1929 à Dörnikau - Kohlendorf (pl), le 15 mars 1936 à Neurode - Ludwigsdörfel, le 1er avril 1937 à Reichenau | - Markgrund, le 1er avril 1937 à Königswalde - Neufalkenhain, le 1er janvier 1936 à Falkenhain - Neuheide (pl), le 1er avril 1929 à Bad Altheide - Piltsch (pl), le 1er avril 1937 à Rengersdorf - Scheibe, le 31 janvier 1936 à Glatz - Soritsch, le 30 septembre 1928 à Glatz - Tschischney, le 1er avril 1935 à Hallatsch - Utschendorf (pl), le 1er avril 1929 à Rückers - Walddorf (pl), le 1er avril 1937 à Rückers - Werdeck, le 1er octobre 1936 à Ullersdorf |

## Noms de lieux
Pendant l'entre-deux-guerres, plusieurs communes ont été rebaptisées, notamment sept localités du Coin de Bohême (en) :
| - Brzozowie (pl) → Birkhagen (1924) - Hallatsch → Hallgrund (1937) - Koritau → Kartau (1937) - Krzischney → Kreuzdorf (1929) - Labitsch → Neißenfels (1937) - Lewin → Hummelstadt (1938) - Löschney → Talheim (1937) | - Morischau → Neißtal (1937) - Nerbotin → Markrode (1937) - Pischkowitz → Schloßhübel (1937) - Poditau → Neißgrund (1937) - Schlaney (pl) → Schnellau (1937) - Straußeney (pl) → Straußdörfel (1937) - Tscherbeney (pl) → Grenzeck (1937) |

## Géographie
L'arrondissement correspondait à la moitié nord de l'ancien comté de Glatz et a une latitude de 50,3°-50,6° et une longitude de 16,2°-17°. Il formait avec l'arrondissement d'Habelschwerdt la cuvette de Glatz (pl) entourée de montagnes au sud-ouest de la Basse-Silésie. Les montagnes entourant le district étaient
- Eulengebirge (Góry Sowie)
- Reichensteiner Gebirge (pl) (Góry Złote)
- Glatzer Schneegebirge (Masyw Śnieżnika)
- Bielengebirge (pl) (Góry Bialskie),
- Adlergebirge (Góry Orlickie; tschech. Orlicke hory)
- Habelschwerdter Gebirge (pl) (Góry Bystrzyckie) und
- Heuscheuergebirge (Góry Stołowe, tschech. Stolové hory)